# CC-Link
CC-Link 개방형 자동화 네트워크 제품군(CC-Link Open Automation Networks)은 수많은 제조업체의 장치가 통신할 수 있도록 하는 개방형 산업용 네트워크 그룹이다. 이 제품은 기계, 셀 및 라인 수준에서 다양한 산업 자동화 응용 부문에 사용된다.

## 구조
CLPA는 전 세계 11개 지역(일본, 대만, 싱가포르, 태국, 중국, 한국, 인도, 터키, 독일, 미국, 멕시코)에 지부를 두고 있는 글로벌 조직이다. 본사는 일본 나고야에 있다. 일부 지점에서는 적합성 테스트 시설을 제공한다. CLPA는 3M, 아날로그 디바이스(Analog Devices), 발루프(Balluff), 시스코, 코그넥스 코퍼레이션, IDEC 코퍼레이션, 미쓰비시전기, 몰렉스, NEC 및 프로페이스(Pro-face) 등 10개 회사로 구성된 이사회에 의해 관리된다. 이사회는 조직의 전략적 방향을 통제하고 기술 및 마케팅 태스크 포스와 글로벌 지사의 활동을 포함한 운영을 감독한다.